# Giv'at Downes
Giv'at Downes (hebrejsky: גבעת דאונס, doslova Vrch Downesové, nazývána též Achuza ha-Ejlona, אחוזה העליונה) je čtvrť v jižní části Haify v Izraeli. Nachází se v administrativní oblasti Ramot ha-Karmel, v pohoří Karmel.

## Geografie
Leží v nadmořské výšce přes 300 metrů, cca 4 kilometry jižně od centra dolního města. Na severu s ní sousedí čtvrť Ramat Ben Gurion, na jihu Ramat Golda a Ramat Begin, na východě Ramot Remez, na západě Achuza. Zaujímá vrcholové partie a severní svahy sídelní terasy. Tu ohraničují hluboká údolí, jimiž protékají četná vádí. Na západní straně je to Nachal Achuza, na severu přítoky Nachal Giborim. Dopravní osou je třída Chorev (lokální silnice 672). Populace je židovská.

## Dějiny
Plocha této městské části dosahuje 0,72 kilometru čtverečního). V roce 2008 tu žilo 6150 lidí (z toho 5910 Židů). Pojmenována je podle Florence Downes, příbuzné britského generála Edmunda Allenbyho,která se tu v dobách mandátní Palestiny usadila.